# 样本瓶

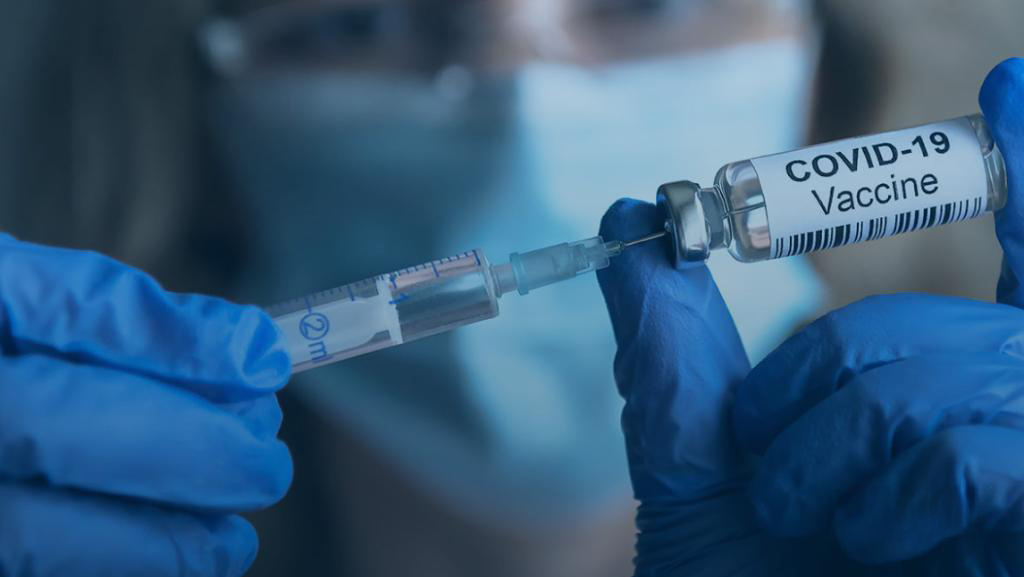
小瓶疫苗和注射器

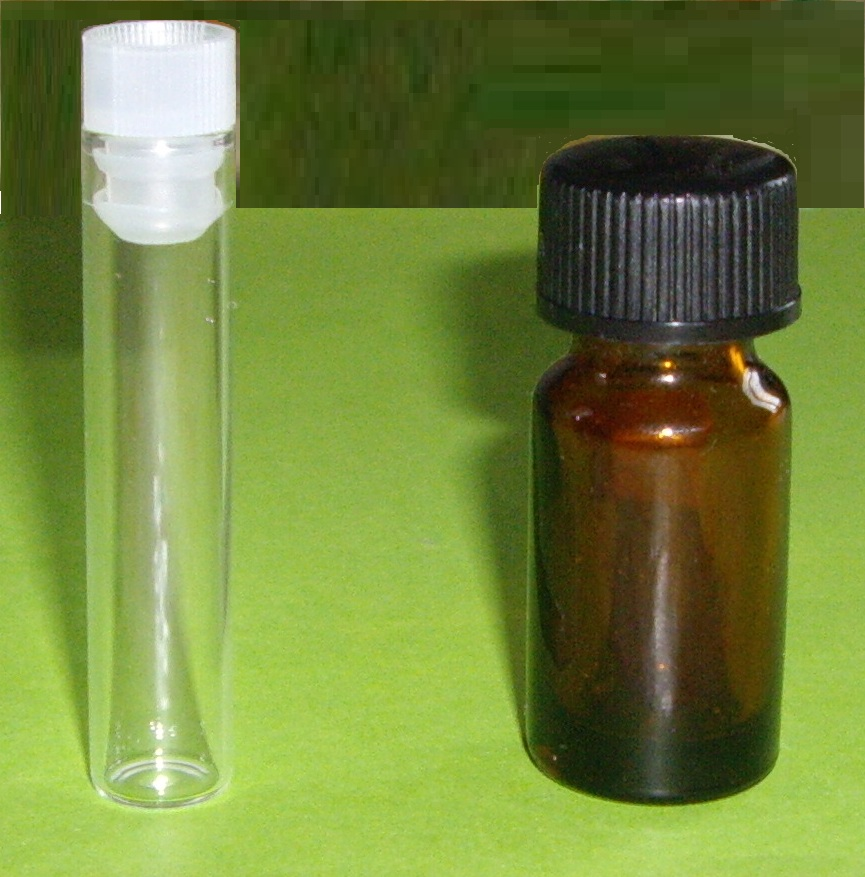
平底塑料瓶

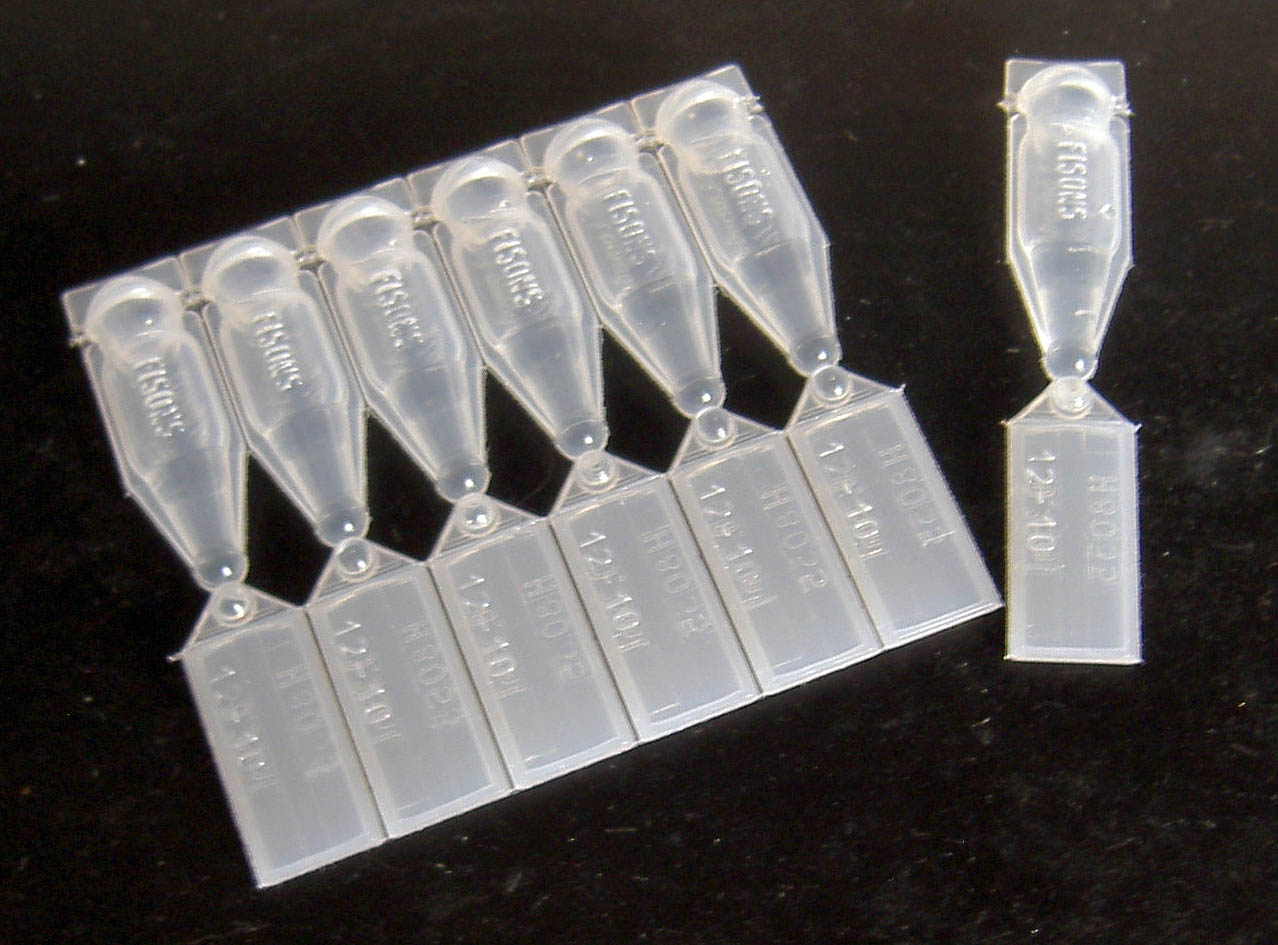
小瓶眼药水

样本瓶又稱小瓶，是一种小型玻璃瓶以及塑料容器，通常用于储存液体、粉末狀药物以及胶囊。它们也可以用來儲存科研样品。小瓶状玻璃容器的歷史可以追溯到古典时代。而現今許多样本瓶通常由聚丙烯等塑料制成。

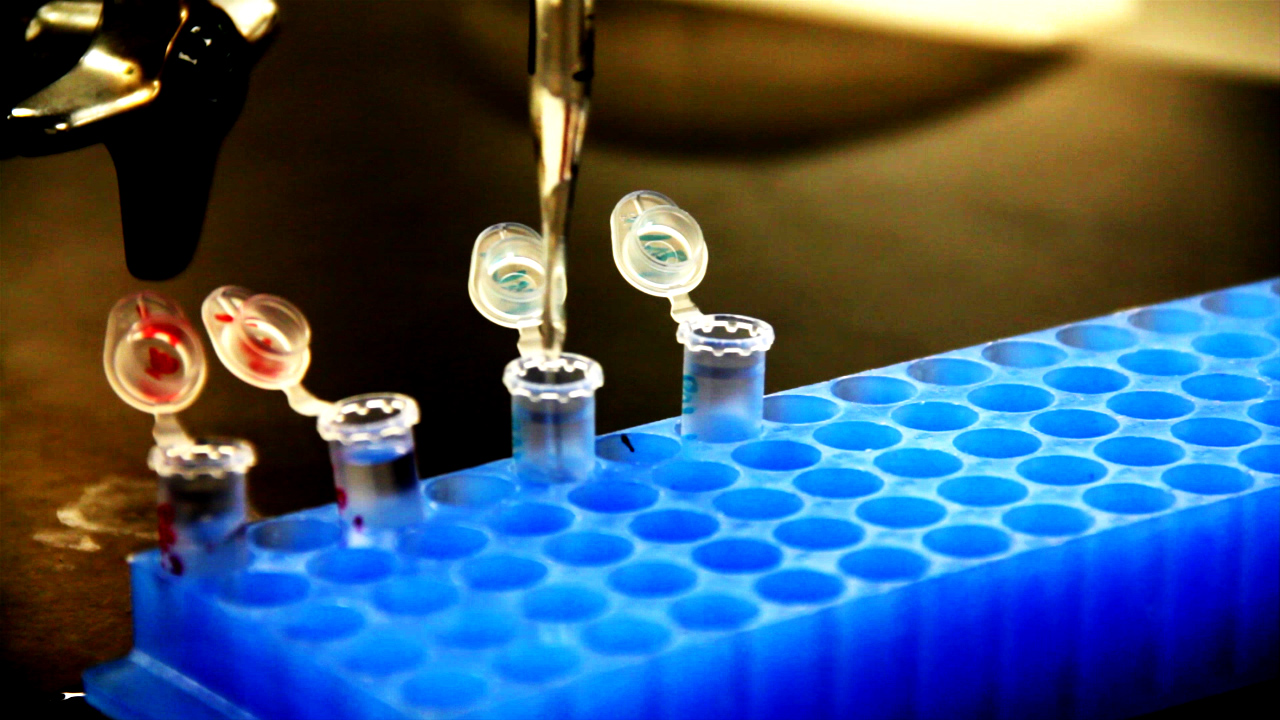
試管架上的小瓶